# Môle-Saint-Nicolas
Môle-Saint-Nicolas este o comună din arondismentul Môle-Saint-Nicolas, departamentul Nord-Ouest, Haiti, cu o suprafață de 227,07 km2 și o populație de 30.795 locuitori (2009).